# Magnon (physique)
Pour les articles homonymes, voir Magnon.

Magnon

Les magnons sont des modes d'excitation ou ondes de spin. Dans un milieu ferromagnétique isotrope en dessous de la température de Curie, ou dans un milieu antiferromagnétique en dessous de la température de Néel, les moments magnétiques des atomes sont alignés. On dit qu'il y a brisure spontanée de la symétrie de rotation. Le théorème de Goldstone implique la présence de modes d'excitation de basse énergie, les magnons. Dans le cas ferromagnétique, on peut les visualiser comme une rotation périodique des moments magnétiques autour de la direction moyenne de l'aimantation.
Ces magnons se comportent à basse température comme des bosons de spin 1 et suivent la statistique de Bose-Einstein.

## Principales conséquences de l'existence des magnons
Pour les magnons ferromagnétiques, la relation de dispersion pour {\displaystyle k\to 0} est {\displaystyle \omega (k)\propto k^{2}}, et pour les magnons antiferromagnétiques {\displaystyle \omega (k)\propto \mid k\mid }.
La présence des magnons entraine des corrections de la chaleur spécifique et une réduction de l'aimantation. Dans le cas ferromagnétique, la correction à la chaleur spécifique provenant des magnons est :
{\displaystyle C_{v}^{(mag.)}={\frac {\partial }{\partial T}}\int {\frac {d^{3}k}{(2\pi )^{3}}}{\frac {\hbar \omega (k)}{e^{\frac {\hbar \omega (k)}{k_{B}T}}-1}}\sim T^{3/2}}
et l'aimantation par spin varie à basse température comme : 
{\displaystyle M(T)=S\left[1-\gamma \left({\frac {k_{B}T}{2SJ}}\right)^{3/2}\right]}
Où {\displaystyle S} est le spin des ions ferromagnétiques, {\displaystyle J} est la constante
d'échange, et {\displaystyle \gamma } est un nombre sans dimension. On note qu'à T=0, l'aimantation
{\displaystyle M(0)} est exactement {\displaystyle S}. C'est une conséquence du fait que l'état 
ferromagnétique est l'état fondamental exact du modèle de Heisenberg ferromagnétique.

Dans le cas antiferromagnétique, la correction à la chaleur spécifique est donnée par 
{\displaystyle C_{v}^{(mag.)}={\frac {\partial }{\partial T}}\int {\frac {d^{3}k}{(2\pi )^{3}}}{\frac {\hbar \omega (k)}{e^{\frac {\hbar \omega (k)}{k_{B}T}}-1}}\sim T^{3}}
La différence de comportement en fonction de la température vient évidemment de ce que les
magnons antiferromagnétiques ont une relation de dispersion linéaire, comme les phonons.
En ce qui concerne la réduction de l'aimantation alternée, sa propriété la plus remarquable
est qu'elle ne s'annule pas au zéro absolu : 
{\displaystyle M(T=0)=S-{\frac {1}{N}}\sum _{q}\left[{\frac {1}{\sqrt {3-\cos(q_{x}a)-\cos(q_{y}a)-\cos(q_{z}a)}}}-1\right]} 
où N est le nombre total d'ions.La raison est que l'état de Néel n'est pas un état propre exact de l'hamiltonien de Heisenberg, ce qui entraine l'existence de fluctuations de point zéro.
Pour les températures au-dessus du zéro absolu, l'aimantation est encore réduite par la contribution
des fluctuations thermiques : 
{\displaystyle \sim \int {\frac {d^{D}k}{(2\pi )^{D}}}{\frac {1}{\omega (k)(\exp(\hbar \omega (k)/k_{B}T)-1)}}} 
Cette contribution diverge en dimension {\displaystyle D=2}, ce qui fait qu'un état antiferromagnétique ne peut exister au-dessus du zéro absolu qu'en dimension {\displaystyle D=3}.

## Méthodes expérimentales
Les magnons peuvent être mis en évidence par la diffusion inélastique des neutrons. Les neutrons possédant un spin 1/2, ils ont une interaction magnétique avec les ions magnétiques. Un neutron peut donc absorber un magnon ou émettre un magnon tout en renversant son spin. Cette absorption ou cette émission se fait avec conservation de l'impulsion totale et conservation de l'énergie totale. Il est ainsi possible de mesurer expérimentalement la relation de dispersion des magnons.
Une autre technique permettant de mettre en évidence les magnons est l'effet Raman.
Selon la théorie de Fleury-Loudon, un photon peut céder de l'énergie en créant une paire de magnons. Cela se traduit par une diminution de la longueur d'onde du photon. Comme la longueur d'onde d'un photon est beaucoup plus grande que celle d'un magnon, les deux magnons créés ont des impulsions opposées et ont donc la même énergie. La section de diffusion Raman donne donc accès à la densité d'états des magnons.

## Approches théoriques
Dans le cas ferromagnétique, F. Bloch a montré en 1930 qu'un magnon unique est un état propre exact du hamiltonien de Heisenberg. Pour pouvoir traiter le cas d'un nombre thermodynamique de magnons, il est nécessaire d'avoir recours à des approximations basées sur la seconde quantification. Holstein et Primakoff ont introduit en 1940 une représentation des opérateurs de spin de la forme :
{\displaystyle S^{z}=S-a^{\dagger }a}
{\displaystyle S^{+}=S_{x}+iS_{y}=\left(2S-a^{\dagger }a\right)^{1/2}a}
{\displaystyle S^{-}=S_{x}-iS_{y}=a^{\dagger }\left(2S-a^{\dagger }a\right)^{1/2}}
où {\displaystyle a^{\dagger }} est un opérateur de création de bosons, et {\displaystyle a} est un
opérateur d'annihilation.
En introduisant cette représentation dans le hamiltonien de Heisenberg, et en développant les 
racines carrées en puissances de {\displaystyle a^{\dagger }a/S}, et en ne retenant que les termes 
quadratiques en {\displaystyle a^{\dagger },a}, Holstein et Primakoff ont pu obtenir la relation 
de dispersion des magnons ferromagnétiques. Les termes négligés (d'ordre supérieur en 1/S) 
décrivent des interactions entre les magnons. Le développement de Holstein et Primakoff est
valide dans une limite {\displaystyle S\gg 1}.
Les interactions entre magnons ont été étudiées en 1956 par F. J. Dyson,. Dyson a utilisé une
représentation des ondes de spin différente de celle de Holstein et Primakoff. Il a séparé 
les interactions des ondes de spin en 2 catégories : les interactions cinématiques qui proviennent
de ce que le spin d'un ion donné ne peut varier qu'entre {\displaystyle -S} et {\displaystyle +S}, et une
interaction dynamique. Dyson a pu montrer que seule l'interaction dynamique est importante à basse
température. Dans un milieu ferromagnétique, cette interaction dynamique produit des corrections en {\displaystyle T^{4}/S} par rapport au résultat de Bloch qui néglige les interactions entre les ondes de spin. Ces corrections sont trop petites pour être observables expérimentalement. S.V. Maleev a 
introduit une représentation des opérateurs de spin qui permet de retrouver les résultats de Dyson.
On a coutume de parler de représentation de Dyson-Maleev :
{\displaystyle S^{z}=S-a^{\dagger }a}
{\displaystyle S^{+}={\sqrt {2S}}\left(1-{\frac {a^{\dagger }a}{2S}}\right)a}
{\displaystyle S^{-}=a^{\dagger }}
L'inconvénient de cette représentation est de ne pas être hermitique ({\displaystyle S^{+}\neq (S^{-})^{\dagger }}). Cependant, elle a l'avantage de produire des interactions magnons-magnons
beaucoup plus simples que la représentation de Holstein et Primakoff. T. Oguchi a cependant pu, 
en 1960, montrer qu'on pouvait reproduire le terme en {\displaystyle T^{4}} de Dyson en utilisant la représentation de Holstein et Primakoff.
Une autre approche des ondes de spin dans un milieu ferromagnétique se base sur l'équation de Landau-Lifshitz-Gilbert. Cette équation s'écrit : 
{\displaystyle {\frac {\partial {\vec {M}}}{\partial t}}=-\gamma {\vec {M}}\times \nabla ^{2}{\vec {M}}}
Comme l'ont montré Charles Kittel et Herring en 1951, elle peut se déduire des équations du mouvement des spins. Dans le cas où le système possède une aimantation moyenne non nulle, on peut linéariser cette équation ce qui permet de retrouver la dispersion des ondes de spin.
Une dernière approche, plus récente, utilise les bosons de Schwinger pour représenter les opérateurs de spin. Dans ce cas, les magnons apparaissent comme des pôles de la susceptibilité dynamique des spins.